# Dead or Alive (computerspelserie)
Dead or Alive is een reeks van vechtspellen, geproduceerd door Tecmo Koei (aanvankelijk door Tecmo) en ontwikkeld door Team Ninja, die voornamelijk is samengesteld uit snelle 3D-vechtspellen. Het verhaal en de personages zijn gecreëerd door Tomonobu Itagaki. Het eerste spel verscheen oorspronkelijk als arcadespel in 1996, maar werd in 1997 ook uitgebracht voor de Sega Saturn (Japan) en PlayStation in 1998. In 2004 werd het spel heruitgebracht voor de Xbox. 
De franchise is ook bekend om haar vrouwelijke personages. Dit aspect van de populariteit van het spel leidde tot de oprichting van de spin-off spel Dead or Alive Xtreme Beach Volleyball en haar vervolgen, waar de vrouwen en hun sexappeal een meer centrale rol hebben dan gewoonlijk in de Dead or Alive serie. Er is een filmversie gemaakt, genaamd DOA: Dead or Alive.

## Spellen
| Dead or Alive                         |                                       |                                                           |
| 1996                                  | Dead or Alive                         | Arcade, Sega Saturn, PlayStation                          |
| 1998                                  | Dead or Alive ++                      | Arcade                                                    |
| 2004                                  | Dead or Alive 1 Ultimate              | Xbox                                                      |
| Dead or Alive 2                       |                                       |                                                           |
| 1999                                  | Dead or Alive 2                       | Arcade, Dreamcast, PlayStation 2                          |
| 2000                                  | Dead or Alive 2 Millennium            | Arcade                                                    |
| 2000                                  | Dead or Alive 2: Hardcore             | PlayStation 2                                             |
| 2004                                  | Dead or Alive 2 Ultimate              | Xbox                                                      |
| Dead or Alive 3                       |                                       |                                                           |
| 2001                                  | Dead or Alive 3                       | Xbox                                                      |
| Dead or Alive Xtreme Beach Volleyball |                                       |                                                           |
| 2003                                  | Dead or Alive Xtreme Beach Volleyball | Xbox                                                      |
| Dead or Alive 4                       |                                       |                                                           |
| 2006                                  | Dead or Alive 4                       | Xbox 360                                                  |
| Dead or Alive Xtreme 2                |                                       |                                                           |
| 2006                                  | Dead or Alive Xtreme 2                | Xbox 360                                                  |
| 2010                                  | Dead or Alive Paradise                | PlayStation Portable                                      |
| Dead or Alive Dimensions              |                                       |                                                           |
| 2011                                  | Dead or Alive Dimensions              | Nintendo 3DS                                              |
| Dead or Alive 5                       |                                       |                                                           |
| 2012                                  | Dead or Alive 5                       | PlayStation 3, Xbox 360                                   |
| 2013                                  | Dead or Alive 5 Plus                  | PlayStation Vita                                          |
| 2013                                  | Dead or Alive 5 Ultimate              | PlayStation 3, Xbox 360                                   |
| 2013                                  | Dead or Alive 5 Ultimate: Arcade      | Arcade                                                    |
| 2015                                  | Dead or Alive 5: Last Round           | PlayStation 3, PlayStation 4, Xbox 360, Xbox One, Windows |
| Dead or Alive Xtreme 3                |                                       |                                                           |
| 2016                                  | Dead or Alive Xtreme 3: Fortune       | PlayStation 4                                             |
| 2016                                  | Dead or Alive Xtreme 3: Venus         | PlayStation Vita                                          |
| 2017                                  | Dead or Alive Xtreme Venus Vacation   | Windows                                                   |
| 2019                                  | Dead or Alive Xtreme 3: Scarlet       | PlayStation 4, Nintendo Switch                            |
| Dead or Alive 6                       |                                       |                                                           |
| 2019                                  | Dead or Alive 6                       | PlayStation 4, Xbox One, Windows                          |